# Mount Salisbury
Mount Salisbury ist ein eisfreier und 970 m hoher Berg im Marie-Byrd-Land. Er ragt an der Westflanke des unteren Abschnitts des Scott-Gletschers am südlichen Ende der Karo Hills auf.
Erstmals gesichtet und grob kartiert wurde er im Dezember 1929 von der Mannschaft um den Geologen Laurence McKinley Gould (1896–1995) bei der Byrd Antarctic Expedition (1928–1930). Das Advisory Committee on Antarctic Names benannte ihn 1967 nach James B. Salisbury, der im Jahr 1965 Untersuchungen zur kosmischen Strahlung auf der McMurdo-Station durchführte.